# Elijah Koranga
Elijah Koranga – kenijski piłkarz grający na pozycji napastnika. W swojej karierze rozegrał 1 mecz w reprezentacji Kenii.

## Kariera klubowa
W swojej karierze piłkarskiej Koranga grał w klubie Transcom Nakuru.

## Kariera reprezentacyjna
W reprezentacji Kenii Koranga zadebiutował 16 stycznia 1992 roku w przegranym 0:3 meczu Pucharu Narodów Afryki 1992 z Senegalem, rozegranym w Dakarze i był to jego jedyny mecz rozegrany w kadrze narodowej.